# Abbaye d'Heylissem
L'abbaye d'Heylissem est un établissement monastique en activité du XIIe siècle à la Révolution française. 
Elle est fondée vers 1130 par le seigneur Renier pour accueillir des chanoines prémontrés à Hélécine, en Belgique, dans la province du Brabant wallon. Le domaine foncier de l'abbaye s'agrandit tout au long des XIIe et XIIIe siècles, son exploitation servant à entretenir les paroisses des environs. Au XIIIe siècle, le duc de Brabant autorise la construction d'une enceinte fortifiée.
Alors que les XIVe et XVe siècles sont des siècles paisibles pour l'abbaye, les guerres de religion des XVIe et XVIIe siècles entraînent le passage fréquent de troupes françaises, espagnoles ou hollandaises. L'abbaye, ses paroisses et ses fermes subissent alors de graves dégâts, pillages, saccages ou incendies.
Au XVIIIe siècle, la paix retrouvée permet à la communauté de se relever. En 1768, l'architecte Laurent-Benoît Dewez reconstruit entièrement l'abbaye. Un haras produisant une race réputée de chevaux de carrosse y est créé. Les religieux doivent cependant quitter leur couvent en 1796 du fait du pouvoir révolutionnaire français. Les biens sont vendus, passant entre diverses mains, les ailes latérales du bâtiment étant démolies, tout comme le chœur de l'église et les bâtiments conventuels, pour faire place à une usine moderne. 
En 1962, les comtes d'Oultremont, qui y résident depuis 1919, vendent la propriété à la province de Brabant. Après de nouvelles transformations, le château de style néoclassique présenté comme Domaine provincial d'Hélécine est ouvert au public. 

## Géographie
L'abbaye d'Heylissem est situé à Hélécine (Heylissem en néerlandais), en Belgique, dans la province du Brabant wallon, à 8 km au sud-est de la ville de Tirlemont. À l'origine, les religieux s’installent sur la terre que le seigneur Renier leur donne au bord de la petite Gette.

## Histoire
Au XIIe siècle, tout seigneur ayant à cœur le bien spirituel de ses sujets demandait l’aide des prémontrés, un nouvel ordre religieux fondé en 1120, à l’expansion rapide, combinant de manière originale la vie de chœur avec l’engagement pastoral. Ainsi le fait Renier de Zétrud-Lumay, avec l’aide de son frère Gerland, abbé de Floreffe. Vers 1130, il fait appel aux prémontrés de l'abbaye de Floreffe.  

### Fondation et approbation
Les chanoines acceptent l’offre et s’installent sur la terre que le seigneur Renier leur donne au bord de la petite Gette. À l’origine le monastère est mixte, c’est-à-dire qu'il comprend deux communautés distinctes, une de chanoines et l’autre de chanoinesses. En 1142, la communauté féminine déménage à Cologne.  En 1145, la fondation est approuvée par le pape Eugène III. 
Les donations de terres étant nombreuses, le domaine foncier de l’abbaye s’agrandit tout au long des XIIe et XIIIe siècles. Son exploitation, tout en contrôlant et en canalisant la petite Gette, sert à entretenir les paroisses qui sont confiées aux chanoines. À la fin du XIIIe siècle, ce domaine de huit cents hectares inclut douze fermes et neuf moulins. Au XIIIe siècle, le duc de Brabant les autorise à construire une enceinte fortifiée. Une quinzaine de paroisses de la région de Jodoigne et de Tirlemont dépendent de l’abbaye. Elles en dépendront jusqu’à la Révolution française.

### Siècles paisibles
Les XIVe et XVe siècles sont des siècles paisibles pour l'abbaye. Jean III, duc de Brabant, y séjourne douze jours en 1332.

### Siècles éprouvants
Les XVIe et XVIIe siècles sont des siècles éprouvant pour l'abbaye. Les guerres de religion et le passage fréquent de troupes françaises, espagnoles ou hollandaises font que l’abbaye, ses paroisses et ses fermes subissent souvent de graves dégâts et que la vie en général est désorganisée. Par trois fois, elle est pillée et incendiée, et la communauté doit se réfugier dans les villes voisines : à Léau en 1568, et pour une quinzaine d’années à Tirlemont, de 1690 à 1704.  Une gravure d'Antoine Sandérus datant de 1659 montre cependant une Helissem celebris et antiqua abbatia, de belle allure.

### Renouveau et reconstruction
Au XVIIIe siècle, la paix retrouvée permet à la communauté de se relever. Ils sont une quarantaine de chanoines réguliers à Heylissem. L’étendue du domaine augmente encore avec l’achat de terres, en 1749, à Kumtich, appartenant à l’Abbaye bénédictine de Kornelimünster. Des fermes supplémentaires entrent ainsi dans le patrimoine d’Heylissem, dont Stocquoy (Jodoigne), Chapeauveau (Opheylissem), Seumay (Perwez) et la Dîme (Jandrain).  
En 1768, le père abbé d’Heylissem Jean-Michel Gosin fait appel au célèbre architecte Laurent-Benoît Dewez pour reconstruire entièrement l’abbaye. Le projet est réalisé en une douzaine d’année. Le palais abbatial a alors une très large façade néoclassique. Une coupole de grande dimension et de 47 mètres de haut couvre la nef de l’église, qui est consacrée en 1780. 
Mais les religieux sont à peine installés dans leurs nouveaux bâtiments qu'ils doivent les quitter. Le 25 septembre 1796, en effet les 25 chanoines sont expulsés manu militari de l’abbaye par le pouvoir révolutionnaire français.

### De l’abbaye au château
Les biens sont mis en vente en lots morcelés,, et les bâtiments de l’abbaye passent en diverses mains qui les utilisent parfois comme simple carrière de belles pierres taillées. D’abord, en 1800, une filature textile dirigée par un industriel français s’y installe. Elle fait faillite. À partir de 1821, c'est une distillerie d’eau de vie à base de pommes de terre et une usine sucrière qui prennent place. L’entreprise de Gustave van den Bossche à Tirlemont prospérant, les ailes latérales du bâtiment sont démolies — ainsi que le chœur de l’église et les bâtiments conventuels — pour faire place à une usine moderne. 

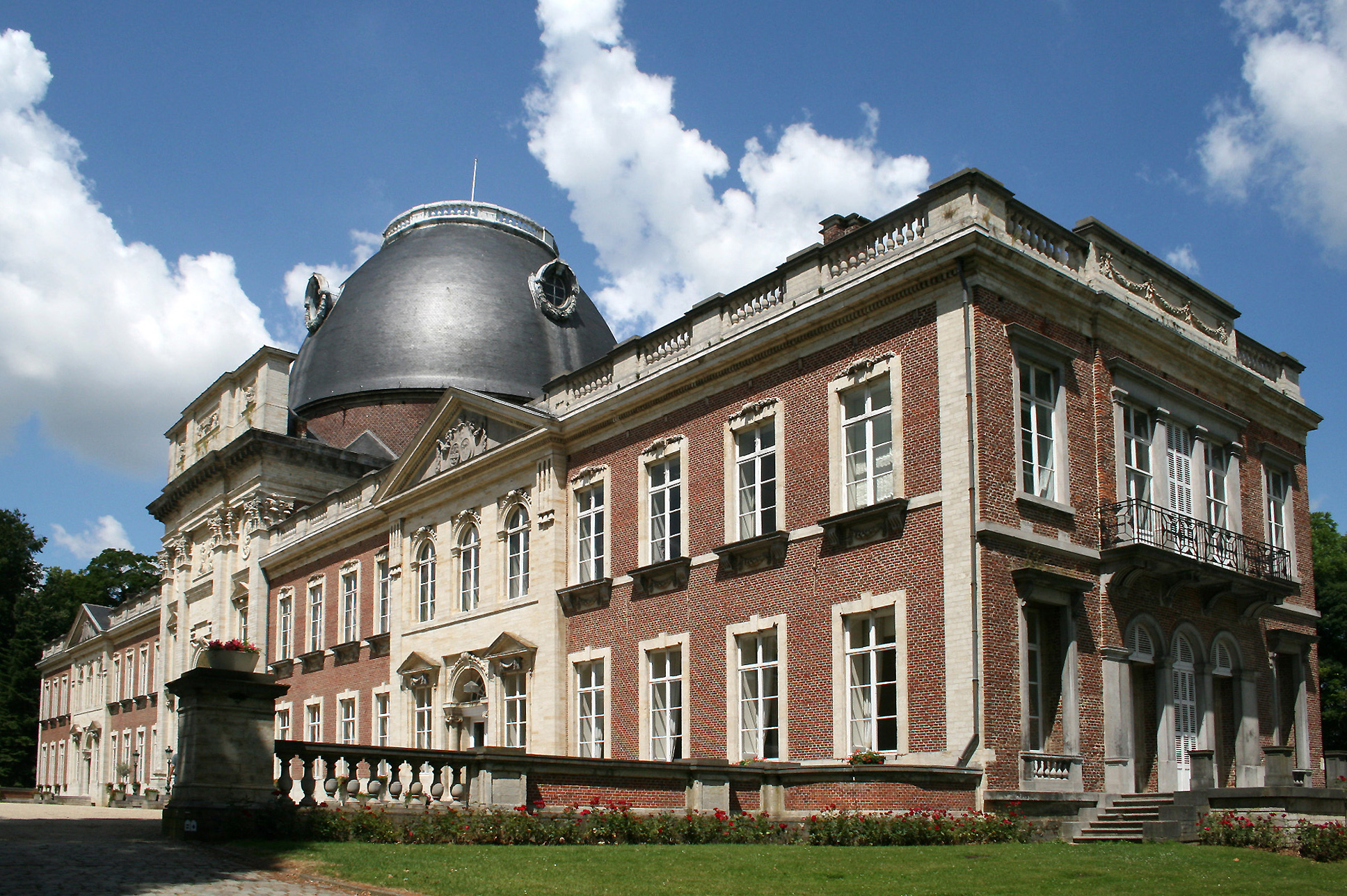
Vue latérale du palais devenu château

En 1870, son fils souhaite donner un aspect de château au palais abbatial, sous la forme d'un long bâtiment d’est en ouest, ayant en son centre ce qui reste de l’ancienne église abbatiale. Il confie ce projet à l’architecte Alphonse Balat. La façade est légèrement transformée, lui donnant un aspect plus aristocratique, et le dôme, d’allure trop ecclésiastique, est baissé d’une dizaine de mètres. Jusqu’en 1876, les statues des quatre Évangélistes surmontaient encore l’attique de la façade. Les ailes latérales de la cour d'honneur sont transformées en dépendances et en écuries. Un parc est aménagé.
Par héritage le domaine passe à la famille d'Oultremont. En 1962, les comtes d’Oultremont, qui y résident depuis 1919, vendent la propriété à la province de Brabant. Après de nouvelles transformations, respectant cette fois le caractère historique des lieux, le château est ouvert au public comme Domaine provincial d’Hélécine.

## Aspects patrimoniaux
- Le dôme central, visible sur le dessus du château, qui est une coupole de grande dimension et de 47 mètres de haut, couronnait autrefois la nef de l'église abbatiale.
- Le palais abbatial (1780) est un long bâtiment rectangulaire flanqué, au centre, d'un attique supporté par quatre pilastres corinthiens et, au milieu de chaque aile, d'un fronton triangulaire armorié[2].
- L'escalier de l'ancien palais abbatial est tout à fait remarquable.
- Les parties communes, la ferme et l'ancien moulin abbatial, alimenté par les eaux de la Petite Gette, évoquent l'époque des moines, qui possédaient, au XVIIIe siècle, l'un des haras les plus fameux de la province[3].

## Liste des abbés
- Gerard, cité comme abbé en 1153.
- Albert, décédé en 1199

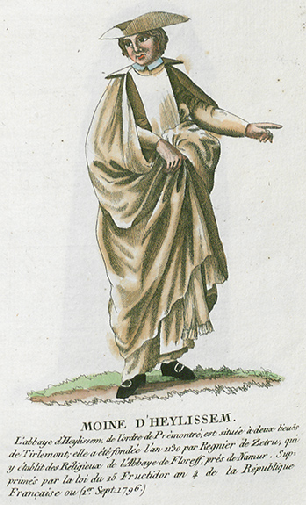
Moine d'Heylissem

Ensuite, une liste des abbés ayant dirigé Heylissem est la suivante :
- Siger Claes (Nicolai) dit Amours, abbé 1457-1500
- Jean van Buyten, abbé vers 1500-1507
- Guillaume du Moulin, dit Van der Molen, abbé 1508-1544
- Renier Panisgrave, abbé 1544-1553
- Embert Nivelaer (°Arendonk), abbé 1553-1557
- Gilles Bernaerts, abbé 1557-1581
- Balthasar Lovens, abbé 1582-1587
- Jean Bernaerts dit Braze, abbé 1588-1612
- Jean de Frayteur, abbé oct. 1612-1645
- Jean Raulet (Rauweletz, Rauletz, Rawletz), abbé 1645-1661
- Lambert Bals, abbé 1662-1688
- Hugues del Phalise, abbé 1688-1689
- Gauthier Chabotteau (°1637), ..-1713
- Gabriel Brion (°Corbais, 1678), abbé 1716-1733
- Milon Defossez (°Namur, 1679), abbé 1733-1761
- Michel Gosin (°Huppaye, 1712), abbé 1761-1773
- Pierre Dave (°Thynes-lez-Dinant, 1720), abbé 1774-1790
- François-Joseph Demanet (°Court-St-Etienne, 1740), abbé 1790-1795, décédé en 1809